# Prothionamide
Protionamide (hoặc prothionamide) là một loại thuốc được sử dụng trong điều trị bệnh lao.
Nó cũng đã được thử nghiệm để sử dụng trong điều trị bệnh phong.